# Invazia roșie
Invazia roșie (în engleză Red Dawn) este un film american dramatic de acțiune din 1984 regizat de John Milius după un scenariu de Milius și Kevin Reynolds. Rolurile principale au fost interpretate de actorii Patrick Swayze, C. Thomas Howell, Lea Thompson și Charlie Sheen.

## Distribuție
- Patrick Swayze –  Jed Eckert
- C. Thomas Howell –  Robert Morris
- Lea Thompson –  Erica Mason
- Charlie Sheen –  Matt Eckert
- Darren Dalton –  Daryl Bates
- Jennifer Grey –  Toni Mason
- Brad Savage –  Danny
- Doug Toby –  Arturo "Aardvark" Mondragon
- Powers Boothe –  Lt. Colonel Andrew Tanner, USAF
- Ben Johnson –  Jack Mason
- Lois Kimbrell –  Mrs. Mason
- Harry Dean Stanton –  Tom Eckert
- Ron O'Neal –  Colonel Ernesto Bella, Cuban Revolutionary Army
- William Smith –  Colonel Strelnikov, Spetsnaz
- Vladek Sheybal –  General Bratchenko, Soviet Army
- Frank McRae –  Mr. Teasdale
- Roy Jenson –  Samuel Morris
- Pepe Serna –  Mr. Mondragon
- Lane Smith –  Mayor Bates
- Radames Pera –  Stepan Gorsky
- Sam Slovick –  Yuri
- Judd Omen –  Nicaraguan Captain}}